# Мдзинаришвили, Нугзар Дмитриевич
Нугзар Дмитриевич Мдзинаришвили (род. 10 мая 1943 года, Тбилиси) — советский теннисист из Грузии. Призёр чемпионатов СССР. Почётный мастер спорта. Введён в Зал российской теннисной славы (2023 год).

## Биография
Родился в 1943 году в Тбилиси.
Выпускник филологического факультета Ленинградского государственного университета (1968).
Выступал в одиночном и парном разряде вместе с Александром Метревели, Яном Кодешем и старшим братом Леонардом. В 1958-1967 годы  входил в состав сначала юношеской, а затем и первой сборной СССР. Участник Уимблдонского теннисного турнира  1961 года (юниорский) и 1962 года (квалификационный раунд). Двукратный  чемпион Грузии  в одиночном разряде (1963, 1964). Чемпион Венгрии в парном разряде с Александром Метревели (1964). Призёр чемпионата ГДР в парном разряде с Яном Кодешем (1963). Серебряный призёр в одиночном разряде всесоюзного чемпионата в закрытом помещении (1962) и летнего чемпионата СССР в парном разряде с Александром Метревели(1963). Призёр Кубка Галея +21 в составе сборной Советского Союза (1962-1963).
В 1961 году в рамках 4-го раунда Queen’s Club Championships первым из советских игроков встретился на корте с Родом Лейвером, на тот момент сильнейшим теннисистом планеты (0:6, 3:6).
По окончании карьеры игрока Нугзар занимался тренерской деятельностью. С 1981  по 1984 год был старшим тренером сборной Грузии. В 1986-1992 возглавлял сборную Латвии.
Автор книги воспоминаний « Мистер « М», вышедшей в Москве в 2016 году. 
Автор книги воспоминаний « Мистер»М», вышедшей в Риге в 2017 году издательством « Полярис». 
Автор автобиографической книги «Мистер М из Грузии»,  вышедшей в 2019 году.
В 2023 году Нугзар Мдзинаришвили введён  в Зал российской теннисной славы.

## Семья и личная жизнь
Отец Дмитрий Мдзинаришвили был заслуженным работником культуры Грузии, членом Союза журналистов, мать Муза Мдзинаришвили (урожд. Меррекюль) — заслуженный педагог  Грузии.  Дядя по материнской линии Эспер Меррекюль – известный теннисист.Серебряный призёр первой всесоюзной Спартакиады 1928 года в составе сборной Закавказья.Чемпион Грузии(1937 г.). Брат Леонард  – доктор  физико-математических наук, профессор, многократный чемпион Грузии по теннису(1960 и 1971 г.г. в одиночном разряде).
Женат на Регине Мдзинаришвили (урожд. Кукеле), польке по происхождению. Есть дочь Моника и двое внуков — Том и  Ник. Правнучка Ирис. Правнук Нео. Вместе с дочерью выступал  в чемпионате Латвийской ССР, победив в разряде «отец и дочь» (1990). Проживает в Риге.